# Francesca Maniero
Francesca Maniero est une joueuse internationale italienne de rink hockey.

## Palmarès
En 2016, elle participe au championnat du monde.